# Retour à Brideshead (roman)
Pour les articles homonymes, voir Retour à Brideshead.
Retour à Brideshead  (titre original : Brideshead Revisited, The Sacred & Profane Memories of Captain Charles Ryder) est un roman écrit par Evelyn Waugh, publié en 1945. L'auteur le considérait comme son chef-d'œuvre. 
Le roman figure à la 80e place dans la liste des cent meilleurs romans de langue anglaise du XXe siècle établie par la Modern Library en 1998 et le magazine Time l'a classé parmi les cent meilleurs romans de langue anglaise de 1923 à 2005 en 2010.

## Résumé
En 1923, Charles Ryder, narrateur et personnage du roman, étudie l'histoire à l'université d'Oxford, bien qu'il préfère la peinture, art auquel il s'adonne à temps perdu. Il se lie d'amitié avec Lord Sebastian Flyte, le benjamin de la famille aristocratique des Marchmain, qui ne tarde pas à l'inviter dans son cercle d'amis excentriques, où Charles rencontre Anthony Blanche, un snob homosexuel. Charles comprend peu à peu que Sebastian est lui-même homosexuel, mais se garde de lui en parler comme le veulent les convenances de l'époque. Bientôt, Charles, qui appartient pourtant à la classe moyenne, est invité par Sebastian au château Brideshead, la résidence familiale dans le Wiltshire, où Charles fait la connaissance du reste de la famille, dont Julia, la sœur de Sebastian.
Pendant les vacances d'été, Charles retourne à Londres, où il vit avec son père, Edward Ryder. Or, Sebastian, qui s'est légèrement blessé, appelle son nouvel ami, et les deux jeunes gens passent le reste des vacances ensemble à Brideshead.
La famille de Sebastian est catholique depuis que Lord Marchmain s'est converti à cette religion pour épouser sa femme qui est dévote. Plus tard, il a délaissé cette religion et son épouse pour s'installer à Venise. Restée seule, Lady Marchmain a tout subordonné à sa foi et à l'éducation de ses enfants. Elle est heureuse de son aîné, Lord Brideshead (« Bridey »), et de la plus jeune de ses filles, Cordelia, mais l'alcoolisme et les fréquentations de Sebastian ne lui plaisent guère. En outre, pendant deux ans, ce dernier séjourne au Maroc, où il se ruine la santé.
Maintenant marié et père de deux enfants, Charles n'est pas heureux en ménage, et développe une relation amoureuse avec Julia, la sœur de Sebastian, qui a épousé Rex Mottram, un riche homme d'affaires canadien auprès duquel elle s'ennuie. Lady Marchmain désapprouve d'ailleurs ce mariage, car Mottram, qui avait d'abord promis d'embrasser la foi catholique, n'a pu s'exécuter : au Canada, il a dû divorcer de sa première épouse, et seule l'Église anglicane accepte de marier des divorcés.
Charles et Julia projettent de divorcer de leur conjoint respectif quand éclate la Seconde Guerre mondiale. Lord Marchmain, très malade, rentre à Brideshead pour mourir dans la maison de ses ancêtres. Il apprend que son fils aîné veut épouser une veuve appartenant à la moyenne bourgeoisie. Furieux, il tente de déshériter son fils pour léguer sa demeure à sa fille Julia, ce qui crée des remous dans la famille. Julia pense sérieusement à mettre un terme à sa relation avec Charles pour lui éviter de subir cette guerre d'héritage.
Les derniers chapitres du roman se déroulent quelques années plus tard, alors que la guerre continue. Charles est désormais officier de l'armée britannique et un architecte reconnu. Par un hasard inattendu, il se trouve cantonné à Brideshead, réquisitionné pour usage militaire. Il trouve la maison endommagée par l'armée, mais la chapelle privée, fermée après la mort de Lady Marchmain en 1926, est rouverte aux soldats pour le culte. Il lui est apparu que les efforts des bâtisseurs - et, par extension, les efforts de Dieu - n'étaient pas vains, bien que leurs buts aient pu paraître, pour un temps, contrecarrés.

## Adaptations

### Au cinéma
- 2008 : Retour à Brideshead (Brideshead Revisited), film britannique réalisé par Julian Jarrold, avec Emma Thompson, Michael Gambon, Greta Scacchi et Matthew Goode)

### À la télévision
- 1981 : Retour au château (Brideshead Revisited), mini-série britannique produite par Granada Television, avec Jeremy Irons, Laurence Olivier et John Gielgud